# Черноглав виреон
Черноглав виреон (Vireo atricapilla) е вид птица от семейство Vireonidae. Видът е световно застрашен, със статут Уязвим.

## Разпространение
Видът е разпространен в Мексико и САЩ.